# Azoderivat

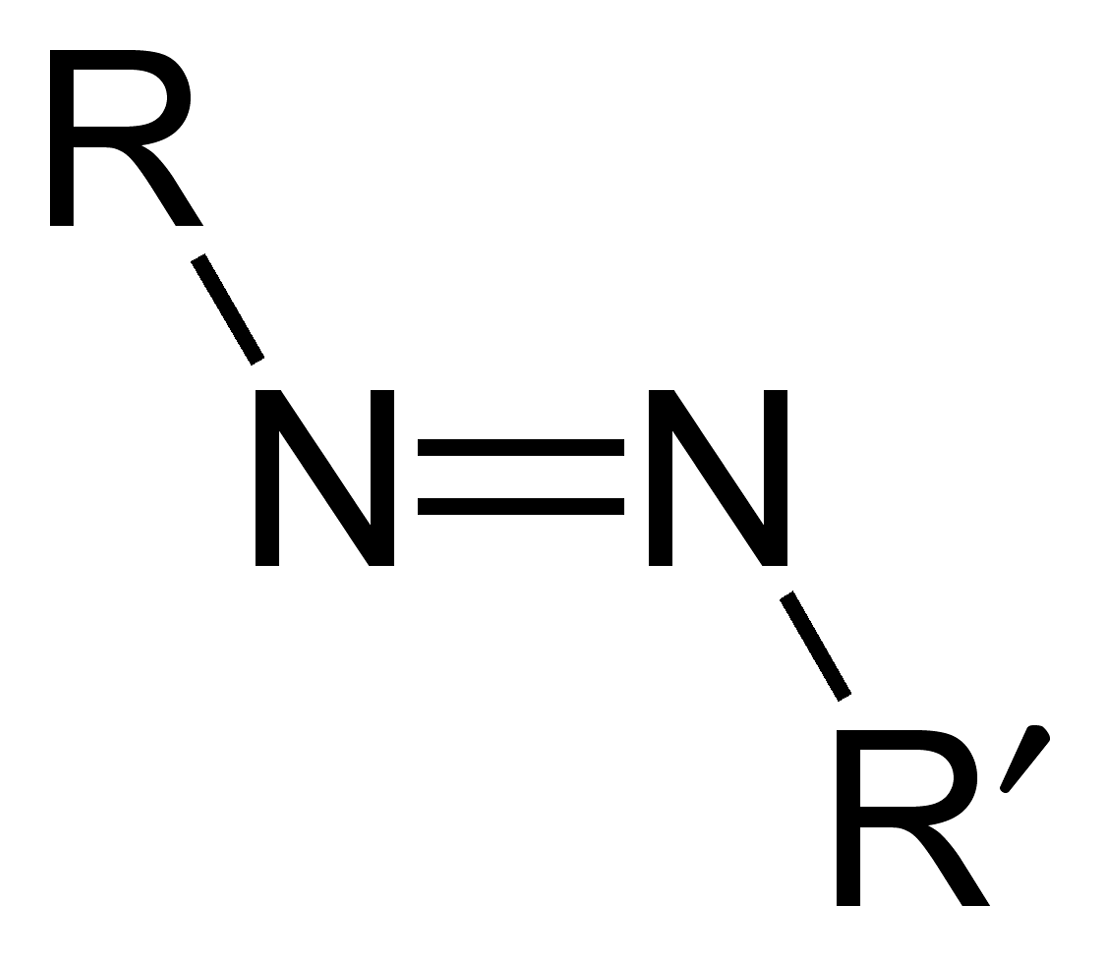
Structura generală a unui azoderivat

Azoderivații (mai rar denumiți și azo-compuși) reprezintă o clasă de combinații organice care conțin în molecula lor gruparea azo ({\displaystyle -N=N-\!}), derivată de la substanța nesaturată diazenă. O denumire mai sistematică este cea de diazenil-derivați.
După natura substituenților, există azoderivați alifatici, aromatici și micști.
Au o largă întrebuințare în industria materiilor colorante; unii sunt utilizați în medicină ca bactericide.